# Achille Fortier
Achille Fortier, né le 23 octobre 1864 à Saint-Clet (Canada-Est) et mort le 19 août 1939 à Viauville (Montréal, Québec), est un compositeur et un professeur québécois.

## Biographie
Achille Fortier naît le 23 octobre 1864 à Saint-Clet, petit village rural de la presqu'île de Vaudreuil-Soulanges à l'ouest de Montréal. Il est le fils de Léandre-Agapit-Fortier, avocat, et d'Émérentienne Bonin. Originaire de Sainte-Scolastique, village des Basses-Laurentides, la famille s'installe à Saint-Clet en 1859. Léandre-Agapit-Fortier en est le maire entre 1866 et 1874. Sa mère, musicienne, joue à l'orgue de la paroisse. La famille retourne vivre à Sainte-Scholastique. Achille Fortier fait ainsi ses études classiques au séminaire de Sainte-Thérèse et à celui de L'Assomption. Encouragé en raison de son talent de pianiste et de chanteur, il entreprend en 1883 ses études à l'Académie de musique du Québec à Montréal avec Dominique Ducharme et Guillaume Couture. En 1885, boursier, il part étudier au Conservatoire de Paris, avec Ernest Guiraud, Romain Bussine et Théodore Dubois.
De retour au Québec en 1890, il est maître de chapelle à l'Église Notre-Dame de Montréal en 1892, il enseigne à l'Institut Nazareth. Il compose plus de trente pièces, dont treize chansons profanes. Il présente plusieurs œuvres lors de concerts dirigés par Guillaume Couture. En 1900, il devient traducteur pour le gouvernement du Canada. Ses élèves les plus connus sont Jean-Noël Charbonneau, Gabriel Cusson, Conrad Letendre et Édouard LeBel. Plusieurs partitions, dont la version manuscrite de sa célèbre messe, disparaissent dans un incendie à Saint-Placide en 1937. Il décède deux ans plus tard à Viauville à l'âge de 74 ans.

## Critiques
Le critique Léo-Pol Morin a comparé certaines de ses pièces à celles de Gabriel Fauré.

## Œuvres
- Marche solennelle
- Valse
- Méditation
- Ave Verum
- O Salutaris Hostia
- Chansons populaires du Canada, 1893
- Qui saurait?, 1895
- Messe de Saint-Cécile, 1896
- Haec dies, 1900
- Tantum Ergo, 1900
- Ô Canada! mon pays! mes amours!, 1929

## Honneurs
- Rue Achille-Fortier de Montréal
- Ensemble Achille-Fortier

### Archives
- Centre d'archives de Montréal de Bibliothèque et Archives nationales du Québec

### Articles liés
- Ensemble Achille-Fortier
- Musique québécoise